# Andrej Popov
Andrej Popov (Kostroma, 12 aprile 1918 – Mosca, 10 giugno 1983) è stato un attore sovietico.

## Filmografia parziale

### Attore
- Švedskaja spička (Шведская спичка) regia di Konstantin Judin (1954)
- Doroga (Дорога), regia di Aleksandr Borisovič Stoller (1955)
- Otello il moro di Venezia, regia di Sergej Iosifovič Jutkevič (1955)
- Guttaperčevyj mal'čik (Гуттаперчивый мальчик), regia di Vladimir Gerasimov (1957)
- Poedinok (Поединок), regia di Vladimir Michajlovič Petrov (1957)
- Russkij suvenir (Русский сувенир), regia di Grigorij Vasil'evič Aleksandrov (1960)
- Krotkaja (Кроткая), regia di Aleksandr Borisov (1960)
- Vsё ostaёtsja ljudjam (Всё остаётся людям), regia di Georgij Grigor'evič Natanson (1963)
- V gorode S. (В городе С.), regia di Iosif Efimovič Chejfic (1966)
- Dnevnye zvëzdy (Дневные звёзды), regia di Igor' Talankin (1966)
- Il settimo compagno di viaggio (Седьмой спутник), regia di Grigorij Lazarevič Aronov e Aleksej Jur'evič German (1967)
- Učitel' penija (Учитель пения), regia di Naum Birman (1972)
- Povest' o čelovečeskom serdce (Повесть о человеческом сердце), regia di Daniil Jakovlevič Chrabrovickij (1974)
- Šag navstreču (Шаг навстречу), regia di Naum Borisovič Birman (1975)
- Oblomov (Несколько дней из жизни И. И. Обломова), regia di Nikita Michalkov (1980)

## Premi
- Artista onorato della RSFSR (1954)
- Artista popolare della RSFSR (1959)
- Artista del popolo dell'Unione Sovietica (1965)
- Premio Stalin (1950)
- Ordine della Bandiera rossa del lavoro (1967)
- Ordine della Rivoluzione d'ottobre (1978)